# Пајлот Рок (Орегон)
Пајлот Рок (енгл. Pilot Rock) град је у америчкој савезној држави Орегон.

## Демографија
По попису из 2010. године број становника је 1.502, што је 30 (-2,0%) становника мање него 2000. године.
| Група             | 2000.         | 2010.         |
| Белци             | 1.432 (93,5%) | 1.384 (92,1%) |
| Афроамериканци    | 4 (0,3%)      | 0 (0,0%)      |
| Азијати           | 4 (0,3%)      | 0 (0,0%)      |
| Хиспаноамериканци | 23 (1,5%)     | 48 (3,2%)     |
| Укупно            | 1.532         | 1.502         |